# La Higuera kommun
La Higuera är en kommun i Chile.   Den ligger i provinsen Provincia de Elqui och regionen Región de Coquimbo, i den centrala delen av landet, 500 km norr om huvudstaden Santiago de Chile.
Omgivningarna runt La Higuera är i huvudsak ett öppet busklandskap. Trakten runt La Higuera är nära nog obefolkad, med mindre än två invånare per kvadratkilometer.